# Ormosia cruenta
Ormosia cruenta là một loài rau đậu thuộc họ Fabaceae.
Loài này chỉ có ở Panama.